# Varbola
Varbola – wieś w Estonii, prowincji Rapla, w gminie Märjamaa. Przez wieś przepływa rzeka Vardi. Na południe od wsi do Vardi wpada rzeka Ohukotsu.